# 東京地鐵15000系電力動車組
東京地鐵15000系電力動車組（日语：／ Tōkyō Metro 15000-kei densha */?）是東京地鐵東西線的直流通勤型電車，於2010年5月7日起投入服務。这款列车由日立制作所制造。

## 概要
由於東西線的乘客增多，尤其在繁忙时间经常会導致列車誤點。為了解決此問題，于是便有建議購買新型列車來解決此問題。由于東西線并不适合使用多门车，但可以使用闊門车，因此在日比谷線成功試驗5門車的經驗後，将05系的阔门车在1991年至1992年导入5组，为14-18編成，既把门的宽度拓宽500mm。
在經過調查後，平日上午繁忙時間(8:00 - 8:30)由西船橋站到茅場町站經常混雜導致誤點。在詳細考慮後，计划导入15组列车来增强运能。其中包括计划購買的13列闊門列車，与05系的阔门车合计18组。
最初这13组列车是基于05系13次车的以10000系的设计思想，采用“舒适性和使用易提高”、“资源回收”、“火灾对策强化”、“提高车身强度和降低成本”、“省”的概念。原计划命名为05系的14次车，但鉴于与有乐町线和副都心线的10000系采用相同的规格，所以命名为15000系，这款列车制造于2009年-2011年，同時置换了05系的1-4次车（第14编成除外）。

## 車體

### 車體外部
本款列车与05系13次车一样使用鋁合金车体，使用摩擦搅拌焊接方式，採用双皮层构造，特别在报废时可以提高废件利用率。列车地板高度为1,140mm，并与站台高度尽可能接近，方便无障碍设施的活动。
車體外部的設計目的是提高舒適度、環保性、防火和強度的概念。可以有效提高列车遭受撞擊时的受损程度。由于車門全線使用闊門，因而玻璃窗就較為小，在车体侧面刚度容易降低的情况下，采用了较厚的侧壁，增强了车体强度。
列车的前照灯和尾灯采用了和10000系一样的形式。色帶採用藍色、白色、淺藍色。與E231系和05系和營團07系電力動車組有所不同。并且設置有排障器。
因为先头车的驾驶室的存在，导致先头车车厢长度长于中间车52cm。此外列车侧面的编号能够表示出列车的搭载设备。

### 車體內部
列车内部与05系13次车相似，仅仅是客室内部颜色有所不同。座位颜色为深青色，优先座为青色，为了提升舒適程度，座椅闊度变为為460mm。另外，轮椅位设置于第2、9节车厢。
由于使用闊門，导致座椅編排減少。另外客室车门采用气动门。

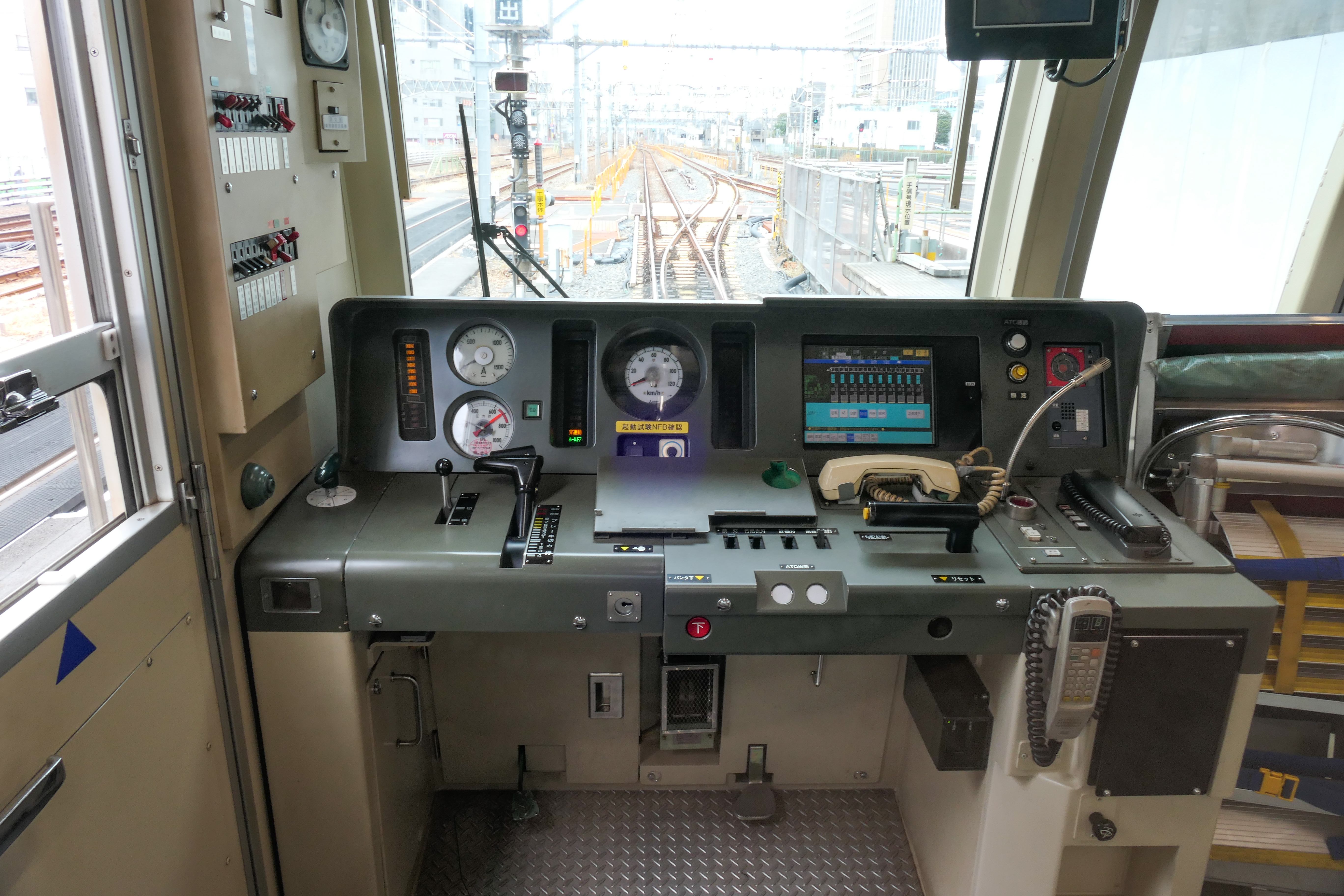
駕駛室
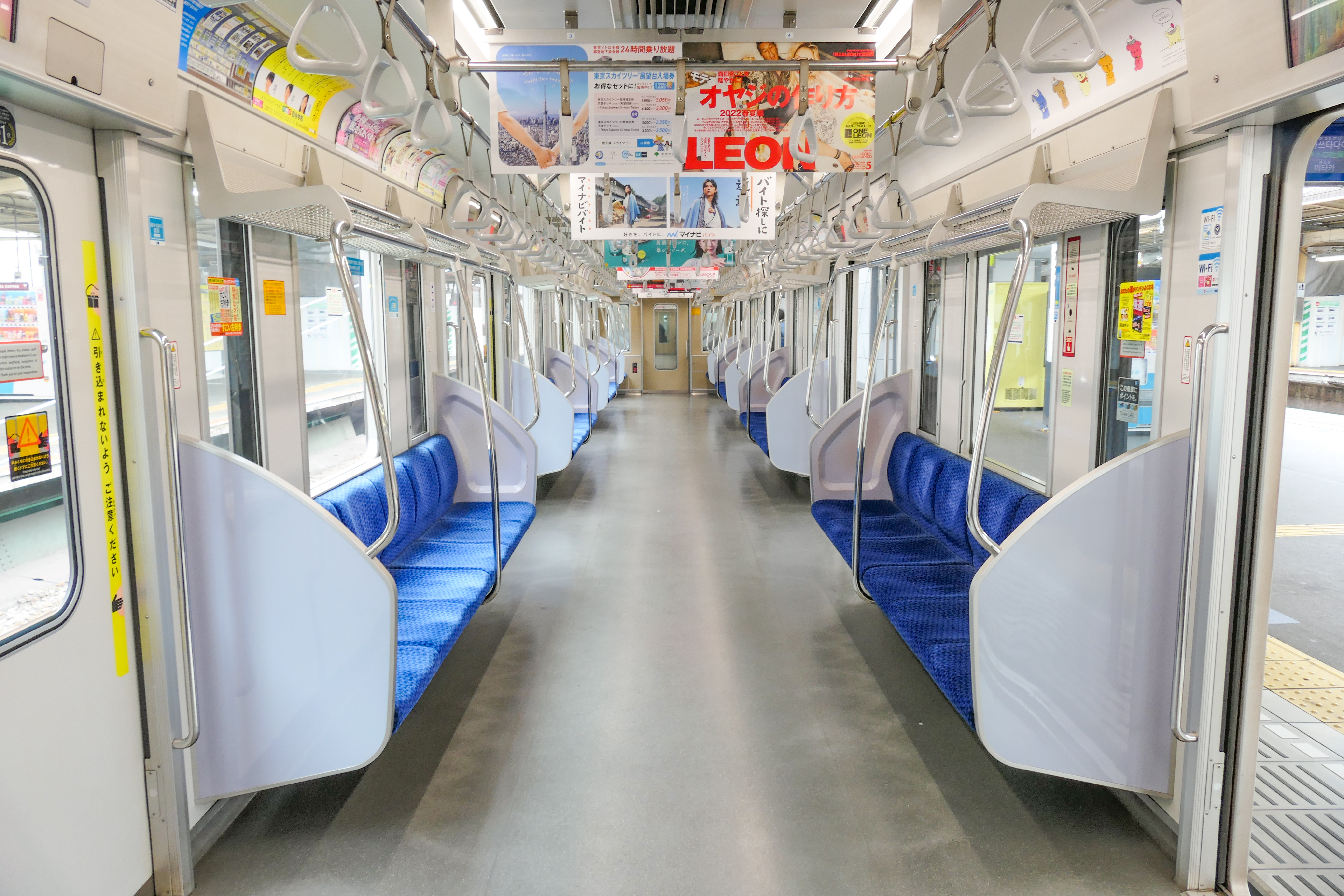
車內
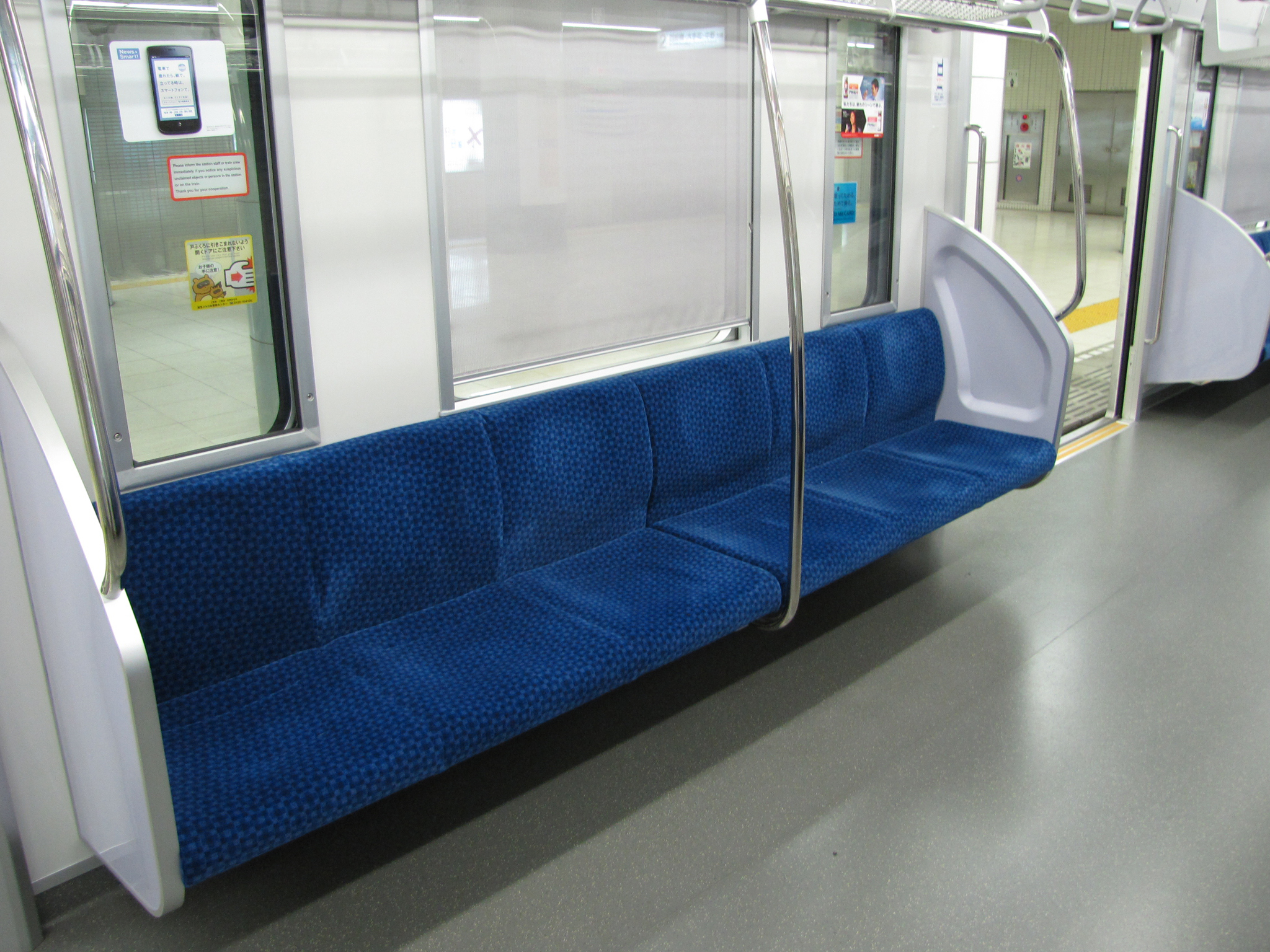
列车座席
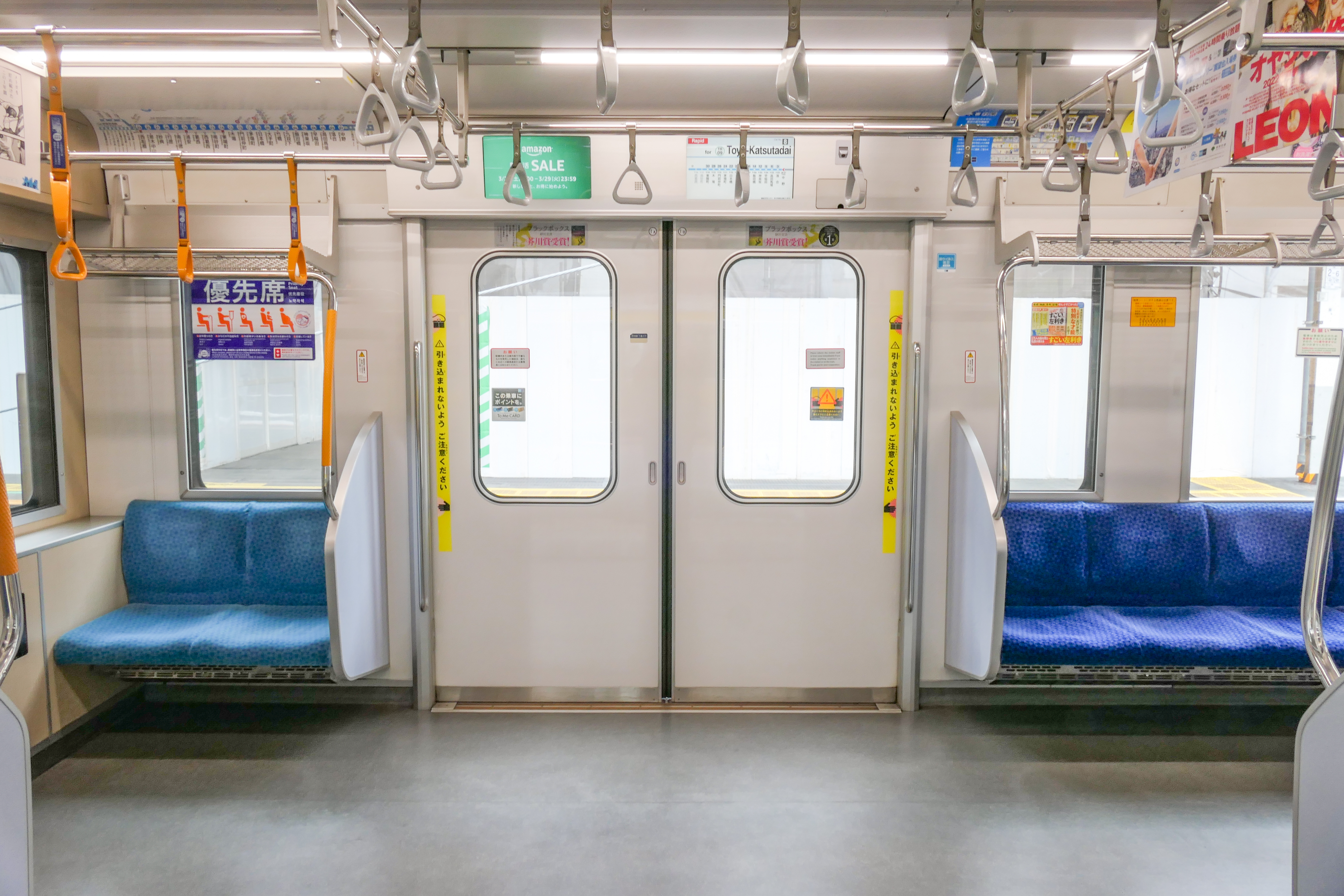
1,800mm 闊的車門

## 车内搭载设备
列车空调系统采取集中式搭载，为三菱电机制造的CU768A型。其中单机功率为58.14kW。装置形式与05系13次车一样。

## 编组
|          | 15000 ←津田沼、西船桥方向中野、三鹰方向→ |            |            |           |            |            |           |            |            |             |
| 車廂編號 | 1                                        | 2          | 3          | 4         | 5          | 6          | 7         | 8          | 9          | 10          |
| 集電弓   |                                          | ＜ ＞      |            |           | ＜         |            |           | ＜ ＞      |            |             |
| 形式區分 | 151XX (Tc1)                              | 152XX (M1) | 153XX (M2) | 154XX (T) | 155XX (Ms) | 156XX (Ts) | 157XX (T) | 158XX (M1) | 159XX (M2) | 150XX (Tc2) |
| 动力单元 | 单元1                                    | 单元1      | 单元1      | 单元1     | 单元1      | 单元2      | 单元2     | 单元2      | 单元2      | 单元2       |
| 其他設備 |                                          | 無障礙設施 |            |           |            |            |           |            | 無障礙設施 |             |
| 安裝機器 |                                          | VVVF2      | SIV,CP,BT  |           | VVVF1      |            | CP        | VVVF2      | SIV,CP,BT  |             |
| 車輛重量 |                                          |            |            |           |            |            |           |            |            |             |
| 載客量   | 143人                                    | 155人      | 154人      | 154人     | 154人      | 154人      | 154人     | 154人      | 155人      | 143人       |

範例
- VVVF：主控制裝置（VVVF變頻器）
- SIV：變流器
- CP：電動空氣壓縮機
- BT：蓄電池
- ：無障礙設施

注：第5、6节车厢拥有简易驾驶室，可在必要时分割驾驶。

## 旅客向导设备
车内向导表示装置使用2个17寸LCD屏幕，其中左侧播放Tyoko Metro Vision的宣传，右侧播放旅客所去的目的地、换乘向导。其中版面與10000系有所不同。车内广播采用自动广播装置，车外广播采用列车扬声器播放。
因為東西線列車種類較多，因此前面和側面的方向幕不再使用3色表示，而是改为使用7色LED全色屏幕顯示，可显示「列车类别+目的地」，其中目的地的显示颜色为白色。显示字体首次采用黑体，05系显示通勤快车的是「通快」，东叶快速的是「东快」标志。不过本形式则是「通勤快车」、「东叶快速」，其中简称不标明。

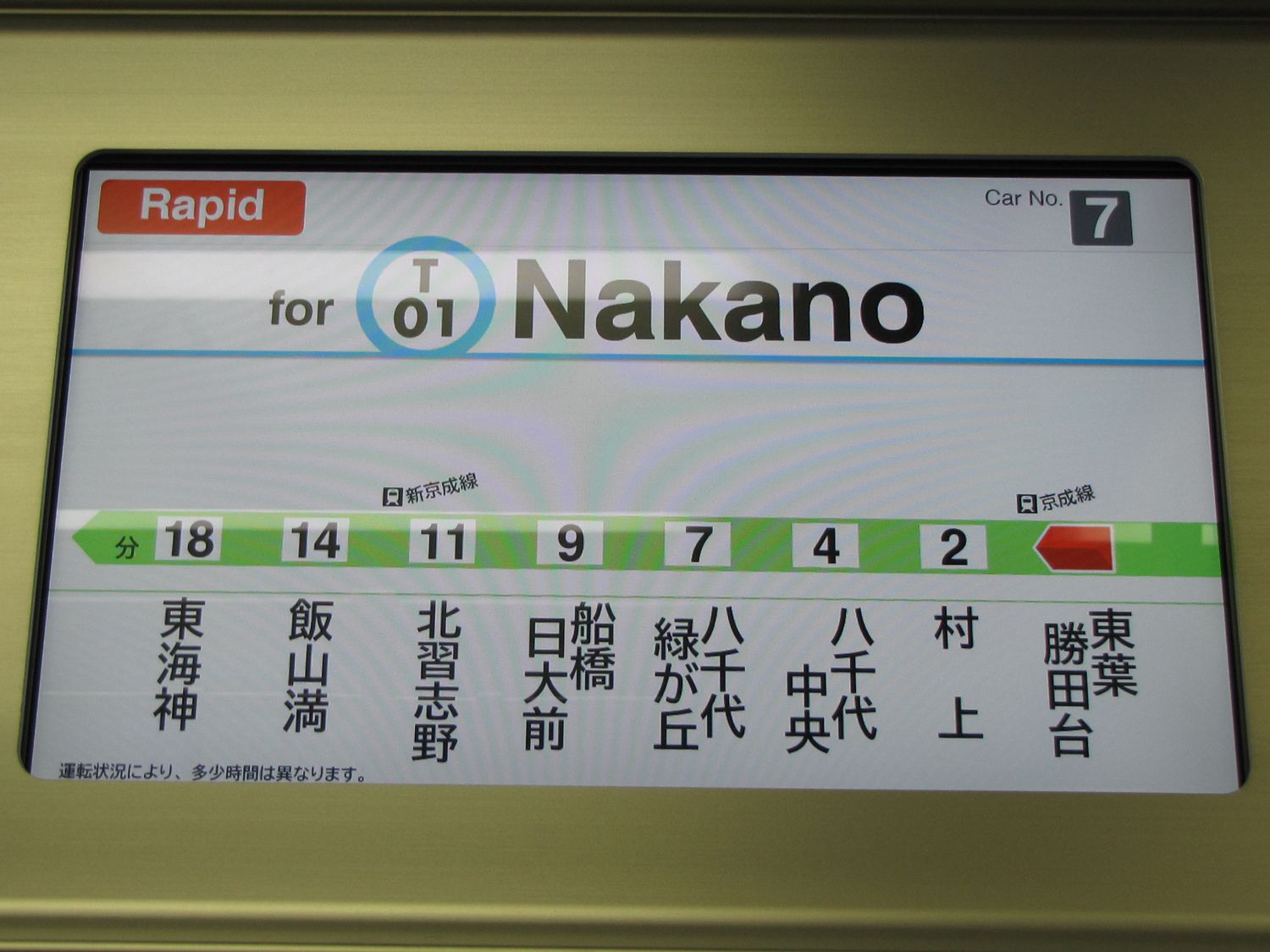
LCD旅客向导示例（停車站所需時間）
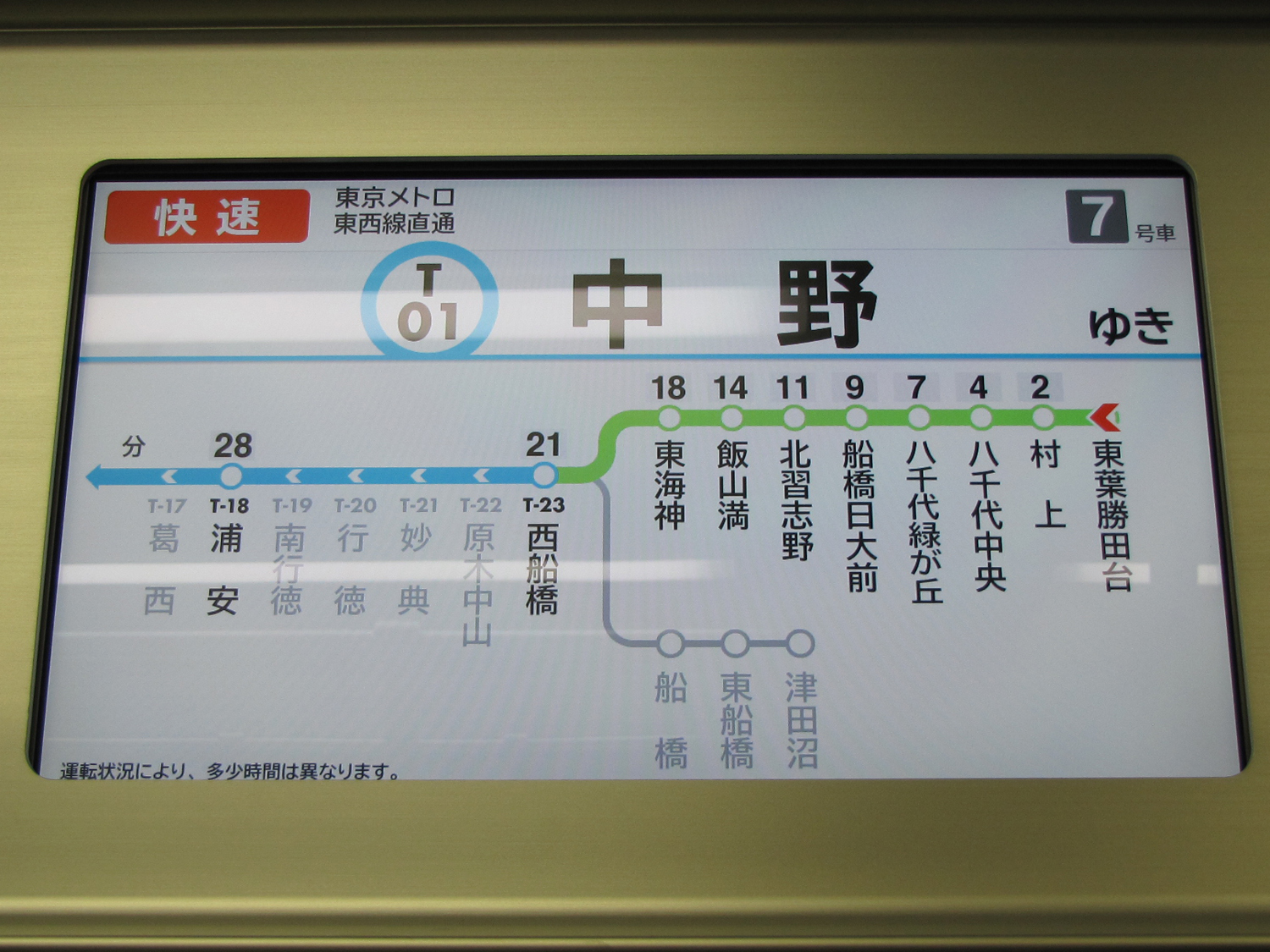
LCD旅客向导示例（路線圖）
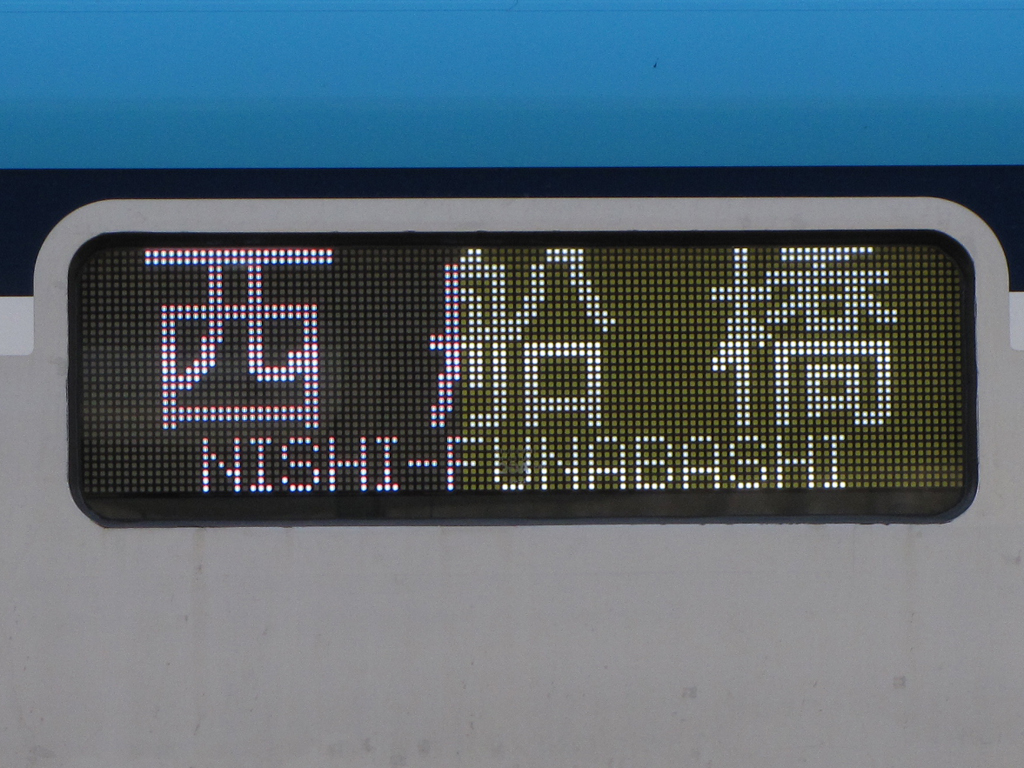
LED式行先表示器
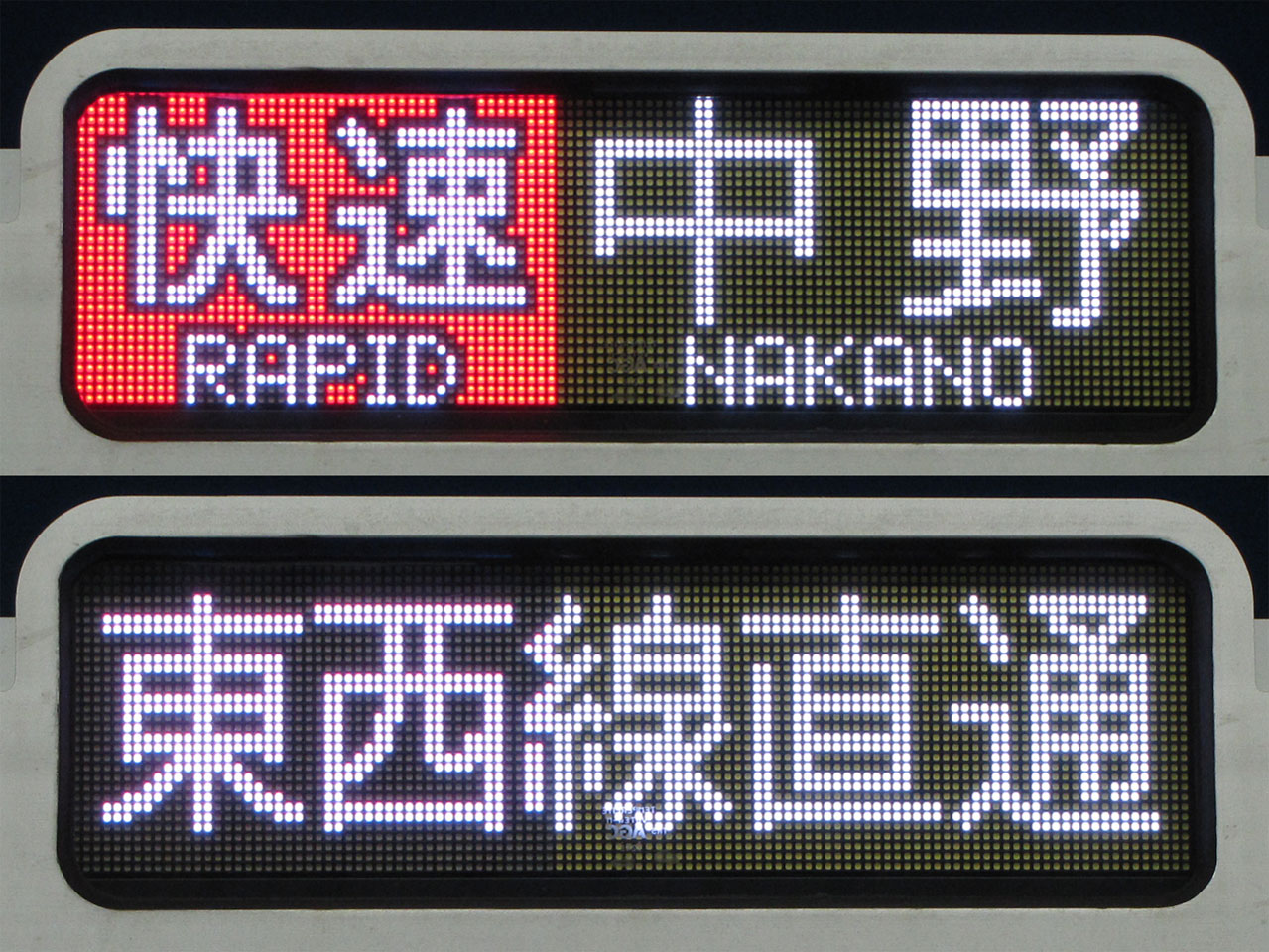
直通运行时直通先路線交互表示

## 驾驶室
驾驶室设备与05系8次车之后的配置相同，进深为1,800mm，主干控制器为左手操纵，分为牵引4段+制动8段+紧急制动，此外还加装有驾驶失知制动装置。驾驶室前窗设置有遮光幕。

## 行走设备
列车行走设备与10000系大体相似，为保证在其他路线高速行驶，故修改了齿轮比和主电动机，齿轮比变为101:14(7.79)，将单机输出功率变为225kW，工作效率由92％提升至95％，动拖比也改为了1:1。控制装置为三菱电机制造的VVVF，其中半导体元件为IGBT。
在制动系统中，还采用了纯电气制动方式。滤器的电阻材料则由铝变为了铜，可减少41%的电力损失，并且节约能源。回生制动亦能使列车节省15％的电能。
辅助电源装置采用IGBT，采用东芝制240kVA输出的静止形变流器，其输出电压是三相交流440V。
列车集电装置采用了每组车5个单臂集电弓，空气压缩机由三菱电机制造。保安装置在东西线内使用的是新CS-ATC装置（车内信号式），东叶高速线内使用的是WS-ATC装置（地上信号式）的一体型的ATC装置。JR中央、总武缓行线用的是ATS-P型装置。

## 其他
2010年1月9日朝日电视台的节目曾对製造中的一部分车辆有所报道。同年4月5日对其的报道公开化。

## 外部連結
- （日語）東京地下鉄公式サイトより「15000系」新型車両を投入します。（官方網站） （页面存档备份，存于）
- 「地下鉄東西線に新型車両、混雑緩和へドア幅50cm拡大」2010年4月5日、朝日新聞
- 「幅広乗降口でラッシュ対策　メトロ東西線の新型車両公開 （页面存档备份，存于）」2010年4月5日、共同通信
- 「編集長敬白 東京地下鉄東西線用15000系誕生。 （页面存档备份，存于）」